# Активна имунизација против дечје парализе
Активна имунизација против дечје парализе (полиомијелитиса) или полио вакцинација један је од облика вакцинопрофилаксе против дечје парализе која се спроводи код деце од навршена два месеца до навршених 14 година живота. Постоје две врсте вакцине које штите против дечје парализе: мртва, инактивисана полио вакцина (ИПВ) и орална (жива) полио вакцина (ОПВ). Инактивисана полио вакцина се убризгава у ногу или руку, у зависности од старости пацијента а орална (жива) полио вакцина се испија. Полио вакцина се може дати истовремено са другим вакцинама. Већина људи требало би да са активном имунизацијом против дечје парализе започну још као мала деца.

## Основне информације о дечјој парализи
Дечја парализа (poliomyelitis) је вирусна заразна болест која након уношења вируса у организам може да изазове оштећења нервног система праћеног парализом (одузетошћу).
Епидемиологија
Дечја парализа која се јавља појединачно и у мањим или већим епидемијама. се јавља код једне од 200 заражених особа, и може да резултује смртним исходом (због парализе мишића за дисање) код 5–10% особа са парализом. Код деце најчешће се јавља до пет година живота (80–90% случајева).
Болест се преноси директним контактом, углавном фекално-оралним путем. Инкубациони период од уношења узрочника у организам до развоја болести је у широком распону од 3 до 35 дана. Оболели вирус излучују у спољашњу средину столицом до шест недеља од почетка болести.
Клиничка слика
Већина људи инфицираних вирусом дечје парализе немају симптоме. Међутим, у мање од 1% заражених развија се парализу која може довести до трајног инвалидитета, па чак и смрти.
Као „мала болест” карактерише се симптомима као што су:
- температура, слабост, главобоља,
- мучнина и повраћање,

Уколико болест напредује у „велику болест” јављају се:
- јаки болови у мишићима
- укоченост врата и леђа са појавом акутне млитаве одузетости, која је карактеристична по асиметрији
- доживотна инвалидност.

Заштита
Вакцина дата у више доза даје заштиту током живота. Број случајева дечје парализе, на глобалном нивоу, смањен је за 99% од 1988. године, захваљујући примени вакцине. Последњи случај у Србији регистрован је 1996. године.

## Историја
Прву вакцину против дечје парализе 1952. развио је Џонас Салк, оји је ово отриће јавно објавио 1955. Дест година касније Алберт Сабин, амерички доктор пољског порекла који је отркио полио вирус и оралну форму полио вакцине која је у масовној употреби од 60-тих година 20. века.
Године 1960. Сејбин је поклонио Институту „Торлак” у Београду своје оригиналне сојеве за производњу ОПВ-а. Исте године почела је производња живе, оралне вакцине против дечје парализе (ОПВ) у тадашњој Југославији, а њена примена започета ја 1961. гоине.
Од тада до данашњих дан у употреби су обе ове вакцине.

## Врсте вакцина против дечје парализе
Активна имунизација против дечје парализе може се спровести једном од следећих вакцина:
Жива орална полио вакцина (ОПВ)
Орална (жива) полио вакцина (ОПВ) или Сејбинова жива ослабљена вирусна вакцина против дечје парализе, једна је од масовно примењиваних вакцина која се производи од три типа вируса дечје парализе. Са њеном применом на просторима Балканског полуострва отпочело се 1961. године.
Мртва, инактивисана полио вакцина (ИПВ)
Инактивисана полио вакцина (ИПВ) Салкова мртва вирусна вакцина против дечје парализе се производи од три типа вируса дечје парализе и са њеном применом се почело деведесетих година 20. века на просторима Балканског полуострва, у ситуацијама када је код деце контраиндикована примена оралне (живе) полио вакцина (ОПВ). Реч је о деци са имонодефицијентним стањима, као и браћи и сестрама у тим породицама.

## Календар имунизације и начин извођења
Вакцинација против дечје парализе започиње када дете наврши два месеца живота и мора се окончати до шестог месеци живота, или најкасније до навршених 12 месеци живота.
Вакцинација са ОПВ спроводи се са три дозе у размацима који не могу бити краћи од шест недеља, осим у случају утврђене епидемиолошке
индикације када се може дати у размаку од месец дана.
Особа код које се утврди постојање трајне контраиндикације за примену ОПВ, вакцинише се са ИПВ. Вакцинација са ИПВ спроводи се у случајевима имунодефицијенције, а даје се у три дозе у размаку који не може бити краћи од четири недеље.
Уколико до навршених 12 месеци живота вакцинација детета није започета применом прве дозе ОПВ, вакцинација против дечје парализе спроводи
се давањем прве дозе ИПВ, а наставља се након месец дана са три дозе ОПВ у препорученим размацима.

## Ревакцинација
Ревакцинација се спроводи давањем једне дозе ОПВ, осим у случајевима имунодефицијенције када се даје једна доза ИПВ.
- Прва ревакцинација против дечје парализе спроводи се код деце годину дана од завршетка потпуне вакцинације, а најраније по истеку шест месеци од завршетка потпуне вакцинације.
- Друга ревакцинација против дечје парализе спроводи се пре уписа у први разред основне школе, најкасније до навршених седам година живота.
- Трећа ревакцинација против дечје парализе спроводи се у завршном разреду основне школе, најкасније до навршених 14 година живота.